# フィーバーチキンハート
フィーバーチキンハートは、2002年12月に大同（現:ビスティ）が発売した、コミカルな鳥たちが活躍するパチンコ機のシリーズ名。CRフィーバーチキンハートMXとCRフィーバーチキンハートFXとCRフィーバーチキンハートJXの3機種がある。

## 概要
液晶型のデジパチ。大当たり図柄は全8種類あり、全ての図柄に様々な鳥が描かれている。スペック違いの3タイプが同時発売され、3タイプとも全ての大当たり終了後に時短に突入するフル時短機である。MXのみ50回転と100回転の2パターンの振り分けがあり、FXとJXは全ての大当たり後に必ず100回転の時短に突入する。
一般的に、出玉の爆発力を高くすればハマリの危険性も高くなり、ハマリを抑えれば高い爆発力は維持できない。一方が立てば他方は立たずが普通だが、本機のMXに関しては他のフル時短機と比較して、大当たり確率が高いので、出玉の爆発力とハマリにくさをバランス良く両立させている。
再抽選アクションや、時短中に登場する女の子が「バーディーちゃん」である。
時短中は画面左下で残りの回転数を表示するが、MXの場合、回転数は必ず50から始まる。時短100回転の場合は、残りが0になった次の51回転目にバーディーちゃんが現れて、時短がさらに続くことを教えてくれる。

## スペック
- CRフィーバーチキンハートMX
  - 賞球数 4&7&15
  - 大当たり最高継続 15R（9カウント）
  - 大当たり確率 1/325.8
  - 確変中大当たり確率　1/54.3
  - 確変突入率　1/2
  - 確変期間　次回大当たりまで/リミッターなし
  - 時短システム　全ての大当たり終了後　50回転or100回転
- CRフィーバーチキンハートFX
  - 賞球数 4&7&15
  - 大当たり最高継続 15R（10カウント）
  - 大当たり確率 1/355.8
  - 確変中大当たり確率　1/59.3
  - 確変突入率　1/2
  - 確変期間　次回大当たりまで/リミッターなし
  - 時短システム　全ての大当たり終了後　100回転
- CRフィーバーチキンハートJX
  - 賞球数 4&7&15
  - 大当たり最高継続 15R（10カウント）
  - 大当たり確率 1/352.3
  - 確変中大当たり確率　1/58.7
  - 確変突入率　1/2
  - 確変期間　次回大当たりまで/リミッターなし
  - 時短システム　全ての大当たり終了後　100回転

## 図柄
確変図柄
- 1
- 3
- 5
- 7

通常図柄
- 2
- 4
- 6
- 8

## 演出
予告アクション
画面上・役物・連続予告とパターンの多さが最大の魅力である。画面内で展開される予告アクションは全6種類で、デジタル回転中や図柄テンパイ直後など発生タイミングは演出によって異なる。単体で発生することもあれば複合することもある。
画面上の役物が動く予告もあり、こちらは各段階で動くほどに期待度が高まるステップアップ予告となっている。
- 連続予告

中出目ににわとり（7図柄）がグルグル回りながら停止した後、「チャンス」と声を発する。
中出目から止まればチャンスで、連続すればするほど期待度がアップする。
3回続けば大チャンスとなる。
- にわとり予告

デジタル回転直後に背景の巣箱からにわとりが現れる予告で、トサカの色によって期待度が変化する。
画面上にあるLEDランプもトサカの色に応じてフラッシュする。
トサカの色が赤ならリーチ確定で、七色は大当たり確定パターンとなる。
- リーチ予告

デジタル回転中に発生する。
虹予告
画面背景に鮮やかな虹が浮かび上がれば必ずリーチに発展する。大当たり信頼度は高くはない。
羽根予告
デジタル回転中に画面が薄暗くなれば羽根予告の合図である。無数の羽根が舞って必ずスーパーリーチに発展する。
- 大当り予告

図柄が停止してテンパイした後に発生する。
風船群予告
テンパイと同時に画面下からヒヨコを結んだ風船が出現する。発生したら期待度が上がる演出である。
火の鳥予告
風船群と同じくテンパイ直後に画面下から出現。派手な予告で大当たり信頼度も高い激熱演出である。
- ハッピーチキン予告

画面上の役物が動き出す予告。ステップアップ式で、発展していくごとに期待度が上昇する、本機注目の演出の一つである。
ステップ1
デジタル回転中に時計回りに動き出せばリーチ確定。
ステップ2
図柄テンパイ後に反時計回りに動き出せばスーパーリーチが確定。
ステップ3
スーパーリーチ発展時にユラユラと動き出せば信頼度が大幅にアップする。
各段階での動きがいつもと異なれば大当たり確定となる。

リーチアクション
縦スクロール5ライン表示で、斜めテンパイは必ず確変図柄を含んだダブルリーチとなる。
リーチの種類は5種類と少ないが、スーパーリーチにはSPパターンがあるものや、チャンスアップがあったりと見どころは多い。
スーパー発展時は背景が上空に移動する。
- ノーマルリーチ

各スーパーリーチの起点となるアクション。中出目が淡々と進むだけだが、大当たりすることもある。
一旦ハズレ後に再始動する2段階アクションもある。
- 電線リーチ

背景が夕方になったら発展。カラスのイタズラによって中出目の鳥が感電しながら進行する。
鳥たちの骨が透けて見えればチャンスアップパターンとなる。
- チキン天国リーチ

上空が天国だったら発展。画面奥にある扉から中出目が飛び出してくる。
中出目と一緒に4匹のヒヨコ天使も出てくるが、このヒヨコ天使が6匹の場合はチャンスアップとなる。
- ドッグファイトリーチ

背景が上空のまま発展。高速回転する中出目が戦闘機の銃撃によって停止する。
銃撃が2回なら大当たり確定で、3回なら確変大当たりが確定となる。
- ウオッチングリーチ

背景が空から森に移動して発展。中出目の鳥たちが望遠鏡の中に映し出されていくリーチで、一旦ハズレで停止した後に望遠鏡のピントを合わせ直せばSPパターンに発展する。
SPは大当たり信頼度高めな激熱アクションである。
再抽選アクション
再抽選はバーディーちゃんが笛を吹いて最終的な大当たり図柄を決定する。
この時、バーディーちゃんの服の色で昇格期待度を示唆している。服の色が赤の場合は通常パターンで、黄色なら昇格の期待度アップ、青なら確変昇格が濃厚となる。
デジタル回転時間
通常時は保留3〜4消化時に、確変中もしくは時短中は保留2〜4消化時にデジタル回転時間が、ともに約5.5秒短縮される。
確変中や時短中は、保留が少ない時、保留が2個以上ある時のいずれも通常時よりデジタル回転時間が短いので、小気味よい消化で時間効率も良い。
|                                    | 通常時   |
| ---------------------------------- | -------- |
| デジタル回転時間（保留0〜2消化時） | 約12.1秒 |
| デジタル回転時間（保留3･4消化時）  | 約6.6秒  |

|                                    | 確変中&時短中 |
| ---------------------------------- | ------------- |
| デジタル回転時間（保留0･1消化時）  | 約8.6秒       |
| デジタル回転時間（保留2〜4消化時） | 約3.1秒       |

電チュー性能
小当たり確率が非常に高く、確変中や時短中で保留がある場合は、小デジタルの回転時間が短くなる。この仕様のおかげで確変中や時短中は、絶えず電チューが開いている状態になる。本機には、止め打ちが有効ではないが、打ちっ放しでもスルー入口が多少広ければ玉増やしも十分望める。
|                                | 通常時    | 確変中&時短中 |
| ------------------------------ | --------- | ------------- |
| 小当たり確率                   | 100/101   | 100/101       |
| 小デジタル回転時間（保留なし） | 33.2秒    | 5.5秒         |
| 小デジタル回転時間（保留あり） | 29.2秒    | 1.5秒         |
| 電チュー開放時間               | 0.2秒 1回 | 1.5秒 3回     |